# Tehsil

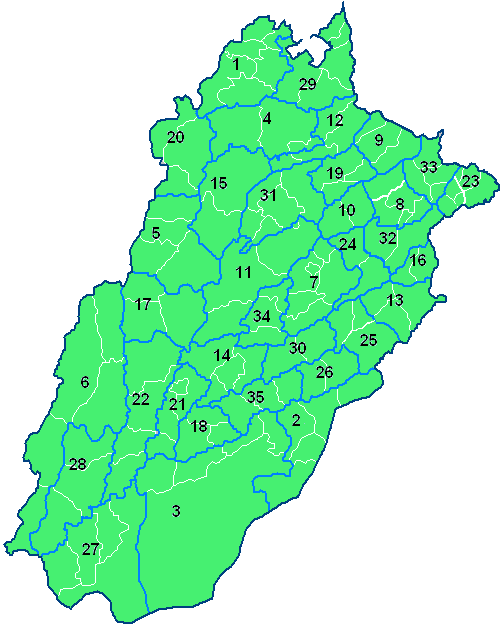
Pakistans provins Punjab med sin indelning i distrikt och tehsil.

Tehsil (alternativa stavningar och typvarianter: tahasil, tahsil, taluk, taluka, taluq) är en administrativ enhet som används i Pakistan och Indien. Området består normalt av en administrativ huvudort, eventuellt ytterligare någon ort samt omgivande byområden. Beslut som rör områdets administration, exempelvis ekonomi och politiska beslut på en lokal nivå, sköts från områdets huvudort. En tehsil ligger en nivå lägre än distrikt i den indiska administrativa hierarkin, och kan möjligen jämföras med Sveriges kommuner. Det finns dock ingen översättning av tehsil, och denna term används även på engelska.